# 8192 Тонуччі
8192 Тонуччі (8192 Tonucci) — астероїд головного поясу, відкритий 10 вересня 1993 року.
Тіссеранів параметр щодо Юпітера — 3,633.